# Полабский язык
Пола́бский язы́к — вымерший западнославянский язык, на котором говорили северные племена полабских славян, составлявших Germania Slavica. Родной язык племён, входивших в союзы ободритов и лютичей, а также руян. По мере их германизации в XIII—XV веках ареал полабского языка значительно сократился и к XVII—XVIII векам ограничивался лишь остаточным славяноязычным населением на самом западе его прежнего ареала, в Вендланде, где его носителями были потомки племени древян — крестьяне княжества Люнебург на левом берегу реки Эльба (Лаба) (современный район Люхов-Данненберг земли Нижняя Саксония в Германии). Именно в этот период начались первые попытки записи и изучения полабского языка на основе его древянского диалекта, из-за чего его часто описывают как древяно-полабский (нем. Drawänopolabisch). К середине XVIII века полабский язык вымер, славяне Люнебурга стали говорить только по-немецки.
Полабский язык был наиболее близок к польскому и вместе с ним, кашубским и вымершим словинским относится к так называемым лехитским языкам.
Для полабского языка характерны сохранение ряда архаичных черт (наличие носовых гласных; формы без метатезы в сочетании *tort; наличие аориста и имперфекта; реликты двойственного числа; некоторые просодические особенности), появление инноваций, ряд из которых связан с воздействием немецкого языка (дифтонгизация закрытых гласных; переход гласных o в ö, ü и a в o; переход согласных g, k в некоторых позициях в d’, t’; в ряде случаев редукция конечных гласных; упрощения в склонении; особенности образования сложных времён и др.), наличие большого числа средненижненемецких лексических заимствований.
На полабском языке не было письменности, он известен по нескольким словарям и записям текстов, сделанным в конце XVII — начале XVIII вв. (немецко-полабский словарь Х. Хеннига, записи полабского крестьянина Я. П. Шульце, французско-полабский словарь И. Пфеффингера и др.). Полабский язык также отражён в топонимике и в некоторых особенностях немецких говоров на севере Германии.

## Лингвогеография

### Название и ареал
Полабским в науке называют язык потомков племени древян, жившего на левом берегу Эльбы. В этом смысле термин является неудачным, поскольку существовало и племя полабян, жившее на правом берегу Эльбы, по соседству с древянами, из языка которых до нас дошли только следы в топонимике. Название же племени полабян происходит от славянского названия реки Эльба (пол. Łaba, чеш. Labe). Известны и другие названия языка, использовавшиеся в работах исследователей полабского: язык древлян залабских (А. Ф. Гильфердинг), язык вендов люнебургских, или люнебургсковендский (А. Мука), а также наряду с полабским — язык древян полабских, древяно-полабский, древянский (П. Рост, Т. Лер-Сплавинский, Р. Олеш, К. Полянский, А. Е. Супрун).
Сами носители называли свой язык slüvensťĕ [sliwêngsta в записи Х. Хеннига] «славянский», vensťĕ [wénske, wénskia в записи Пфеффингера] «вендский».
Немцы называли этот язык wendisch, то есть «вендский», от этнонима венды (так немцы называли соседние славянские народы, вендами до сих пор называют лужичан). Отсюда название территории расселения полабских славян — Вендланд (Wendland).
Полабский язык был распространён до первой половины XVIII века на левом берегу Эльбы в Люнебургском княжестве (теперь округ Люхов-Данненберг земли Нижняя Саксония) в окрестностях Вустрова, Люхова и Данненберга к западу от реки Етцель (Етце). В этом районе Германии, называемом также Ганноверским Вендландом, были записаны памятники языка полабских славян. Ранее полабский язык распространялся также и в других районах на севере современной Германии (Мекленбург, Бранденбург, Шлезвиг, о. Рюген). От языка славян, живших на этой обширной территории, остались только личные имена, отдельные славянские элементы в немецких диалектах и топонимы славянского происхождения. Все эти сведения принадлежат различным племенам со своими диалектами, относятся к различным историческим периодам и известны в разной степени немецкой обработки. Эти данные не дают какого-либо представления о «языке» полабских славян между нижним Одером и Эльбой, поэтому обычно, говоря о полабском языке, имеют в виду язык древян, точнее, дошедшие до нас от конца XVII — начала XVIII веков записи полабских слов и отдельные тексты.

### Диалекты
Из-за того, что сведения о полабском языке являются неполными, о его диалектах известно мало.
Возможно, полабский язык в древности разделялся на древанскую, ободритскую и велетскую диалектные группы, при этом велетские диалекты могли развиваться независимо от ободритских в самостоятельный западнославянский язык, но каких-либо надёжных лингвистических материалов для подтверждения таких предположений не существует.
На основании имеющихся данных, собранных в XVII—XVIII веках, установлено, что некоторые из различий в материалах, записанных исследователями в разных деревнях Вендланда, связаны с диалектной дифференциацией.
Данные языковые различия позволяют выделить три диалекта: зютеновский (известный по записям полабского крестьянина Я. П. Шульце из деревни Зютен), кленновский (зафиксированный пастором Х. Хеннигом в деревне Кленнов) и люховский (записанный И. Пфеффингером в окрестностях Люхова). Два из трёх диалектных признаков противопоставляют зютеновский и люховский диалекты кленновскому, а третий признак — полная или частичная замена шипящих свистящими согласными (ср. мазурение в польских диалектах) — выделяет люховский диалект, противопоставляя его зютеновскому и кленновскому. Все известные диалектные различия связаны с результатами фонетических изменений. К. Полянский отмечает следующие диалектные особенности:
- Изменение слогового сонанта l̥ в зютеновском и люховском диалектах в u, в кленновском диалекте — изменение в au.
- Дифтонгизация праславянского гласного *u в сильной позиции в åṷ или в åi̯ в кленновском диалекте и только в åi̯ в зютеновском и люховском диалектах.
- Сохранение в диалекте И. Пфеффингера (люховском) в ряде случаев звуков č, ž, š, в то время как в диалектах Х. Хеннига и Я. П. Шульце звуки č, ž, š полностью перешли в c, z, s[~ 2][2][9].

## История
Территория, на которой до первой половины XVIII века сохранялись говоры полабского языка, заселялась славянами с середины I тыс. н. э. Продвигаясь из Прикарпатья и бассейна Вислы, первые славяне появляются в землях западнее Одера начиная с середины VI века, массовое заселение славянами территории между Одером и Эльбой (включая левый берег и низовья Эльбы) относится ко второй половине VI — началу VII веков. Расселение славян на запад совпало в основном с заключительной фазой Великого переселения народов, что объясняет малочисленность германцев и даже наличие опустевших земель к приходу славян в междуречье нижних течений Эльбы и Одера, большая часть германцев оставила данные районы ещё в V—VI веках.
Западная окраина сложившегося во второй половине I тыс. н. э. славянского ареала на левом берегу Эльбы (в настоящее время часть исторической области Люнебургский, или Ганноверский, Вендланд) была заселена племенем древян (впервые упоминаются в документах императора Генриха II в 1004 году). Вместе с племенами варнов, полабов, вагров, бодричей (ободритов) и линян (глинян) древяне входили в крупный племенной союз ободритов. Земли к востоку от ободритов были населены племенами союза велетов (лютичей): хижанами, черезпенянами, доленчанами, укрянами, стодорянами (гаволянами), редарями (ратарями), а также рядом мелких племён: моричанами, брижанами, шпревянами и другими. Возможно, частью велетского союза были руяне острова Рюген. С VIII века племена ободритов и велетов вели как междоусобные войны, так и с переменным успехом противостояли вместе или по отдельности немецкой экспансии. Попытки объединения полабских славян в едином государстве, предпринимаемые в XI веке князем Готшалком, оказались неудачными, и с XI—XII веков полабские славяне утрачивают политическую самостоятельность и оказываются под властью немецких князей и епископов.
Территория расселения племени древян раньше остальных племён ободритов оказалась под властью германских феодалов — уже к IX веку земли древян были включены в состав государства франков. В XIII веке земли древян вошли в состав герцогства Брауншвейг—Люнебург (с 1814 года — в королевстве Ганновер), земли бодричей, варнов и глинян — в состав герцогства Мекленбург, земли вагров и полабов — в состав графства Гольштейн, племена лютичей оказались под властью немецкого герцогства Померания и маркграфства Бранденбург. В XI—XIII веках территории, заселённые славянами, подверглись экспансии со стороны немецких феодалов, в ходе немецкой колонизации славяне подверглись, в том числе и насильственной, христианизации и германизации. С конца XIII века полабский теряет функцию языка судопроизводства, вводятся ограничения на употребление языка в школе и церкви, ограничиваются также права самих славян — были введены запреты на переселение из деревни в город, на получение гражданства, членство в ремесленных цехах и занятия ремёслами, славяне также в отличие от немцев получали вдвое меньшие наделы земли. Славянские говоры, вытесняемые немецким языком из всех сфер общественной жизни, становятся средством общения в быту в основном сельского населения, но и здесь постепенно уступая позиции немецкому языку. В древяно-полабском, по сообщению пастора Х. Хеннига, «человек благородного происхождения» и немец обозначались одним словом, а слово «венд» было тождественно слову «простолюдин». К XV—XVI векам процессы этнической ассимиляции славянского населения были почти полностью завершены.
Темпы немецкой колонизации не были одинаковыми повсеместно, длительность сохранения славянского населения в разных районах Северной Германии была разной. Археологические находки и письменные источники свидетельствуют о том, что следы славянского населения прослеживаются не только в сельской местности, но и в немецких городах гораздо позже XII—XIII веков. В разных регионах Германии славянские говоры сохранялись относительно длительное время. 1404 годом (по другим источникам — 1450 годом) датируется в документах смерть последней женщины, говорившей по-славянски на острове Рюген. До начала XVI века, по мнению немецкого историка Г. К. Ф. Лиша, на вендском языке говорили в местности Ябельхайде на западе Мекленбурга. Дольше всех язык славян сохранялся под Люнебургом — до XVIII века. Возможно, неудобство в освоении земель в болотистой пойме реки Етцель (Етце) в Вендланде, а также отсутствие здесь крупных торговых путей способствовали тому, что Вендланд в течение некоторого времени меньше, чем другие территории, колонизировался немцами, поэтому славянские говоры сохранялись здесь дольше, чем на других территориях, которые были населены полабскими славянами. Сохранению языка способствовало и то, что на землях древян не были образованы маркграфства, как на землях других полабских славян. Немногочисленные деревни, основанные немцами в Вендланде, не могли существенно повлиять на язык и культуру славян, которые старались держаться обособленно и, как правило, не заключали браков с немцами. А. Гильфердинг и немецкий этнограф Й. Швебе считали, что причиной долгого сохранения славян в Ганноверском Вендланде помимо особых природных условий, способствовавших изоляции древян, были также и взаимоотношения славян с немецкими властями. Племя древян, одним из первых попавшее в зависимость от немцев, никогда не участвовало в войнах против немцев, иногда даже древяне выступали на их стороне. Немцы всегда считали славян Вендланда мирными земледельцами. Не препятствовали древяне и строительству церквей в их землях. В то же время большинство других славян оказывали упорное сопротивление германскому завоеванию и христианизации, в результате чего немцы старались истребить их вместе с их языком и культурой. Кроме этого, в тот период времени, когда Вендланд входил в состав Ганноверского государства, при курфюрсте Георге Людвиге, для власти считалось престижным, когда её подданными являются не только немцы, но и другие народы, поэтому вендам было приказано говорить на своём родном языке. Все эти факторы препятствовали быстрой ассимиляции и утрате славянами Вендланда своих языка и культуры.
В сёлах в окрестностях Люхова и Вустрова в XVII веке полабский язык всё ещё был языком повседневного общения. Ситуация ухудшилась на рубеже XVII—XVIII веков из-за введённых запретов на славянскую речь. В начале XVIII века полабский язык сохранялся в деревнях Кюстен, Бюлитц, Бреезе, Затемин, Долгов, Кленце, Вольтерсдорф, Ребёнсдорф, Зютен и Кленнов (говоры двух последних деревень зафиксированы письменно), на родном языке говорили в основном представители старшего поколения вендов, молодёжь уже стеснялась своего языка, полабский становится социально непрестижным, венды скрывают или не афишируют своё происхождение и переходят на немецкий язык. К 1725 году относятся данные о семье носителей языка, в которой молодое поколение уже не знало полабского. В метрической книге (Index defectorum) Вустрова найдена запись о смерти 3 октября 1756 года женщины, 88-летней крестьянки Эмеренц Шультце из деревни Долгов (нем. Dolgow), последней, кто мог хорошо говорить по-полабски. Немецкий историк Г. К. Ф. Лиш приводит сведения, согласно которым в окрестностях Люхова около 1780 года жили десять пожилых людей, скрывавших своё вендское происхождение, но между собой говоривших на своеобразном языке, состоявшем из смеси полабских и немецких слов.
Мне 47 лет. Когда я и ещё три человека в нашем селе умрут, вероятно, уже никто не будет знать, как по-вендски называлась собака...Ян Парум Шульце
Развиваясь на западной окраине славянского ареала, полабский язык отличался своеобразием. С одной стороны, в нём сохранились архаичные черты:
- Сохранение носовых звуков [ǫ], [ą], [ę]: *pętь > pąt;
- Сохранение в системе спряжения аориста и имперфекта;
- Сохранение остатков двойственного числа;
- Отсутствие метатезы в сочетании *TorT.

С другой стороны, находясь в течение длительного времени в окружении немецкого языка, занимавшего доминирующее положение, полабский язык испытал его сильное влияние (в том числе и влияние средненижненемецких говоров) на всех уровнях (появление дифтонгов, особенности образования сложных времён, перестройка падежной системы, обилие лексических заимствований и др.). В то же время в речи перешедших на немецкий язык потомков древян заметно славянское влияние. Влияние полабского языка усматривают в таких чертах немецких говоров Вендланда, как:
- отсутствие в фонетике звука h (at вместо hat, Und вместо Hund);
- смешение грамматических родов;
- отсутствие артикля;
- использование в составе перфекта глаголов haben и sein без разбору;
- наличие суффикса -ki.

## Современный Вендланд
Специфические черты культуры отмечались у местного населения Вендланда и после того, как славяне перешли на немецкий язык. Горожане продолжали считать сельских жителей вендами. Помимо особенностей в фонетике и грамматике в говорах жителей Вендланда сохранялись некоторые слова из полабского языка. В 1950-е годы Й. Швебе отмечал в речи пожилых людей деревень Зальдератцен, Шрайан и Кёлен употребление таких полабских названий ягод, как šaonaièi, šanaièi («земляника»), mölaine, mulainte, müleinten («малина»). У жителей Вендланда сохранялись элементы культуры, восходящей к славянскому прошлому. Так, например, до 1960-х гг. сохранялся языческий обычай, называемый «Путь мёртвых» (Der Totenweg), когда гроб с покойником несли не по обычной дороге, а помещали в ладью и тянули вверх по течению ручья до кладбища. Вместе с тем прямых потомков вендов установить уже сложно, миграционные процессы во время Тридцатилетней войны и особенно Первой и Второй мировых войн привели к тому, что переселенцы стали составлять значительную часть населения Северной Германии.
Идея культурной уникальности региона, связанной со славянским прошлым, на рубеже XX и XXI веков становится популярной у жителей Вендланда, в основном у местной интеллигенции, увлечённой историей региона. Возрождение и поддержание местных традиций связывают с развитием туризма. Издаются путеводители по Вендланду, посвящённые славянской истории региона, местной культуре, полабскому языку. В репертуар ансамбля вендского танца «De Öwerpetters» включена песня «Katy mês Nînka bayt», исполняемая на полабском языке. Жители Вендланда признают наследие вендов в славянских названиях деревень, лугов, полей, сенокосов, в своих фамилиях славянского происхождения, в круговой форме деревень, называемых рундлингами (Rundling), в легендах о языческих богах вендов. Краеведы, музейные работники, любители старины Вендланда установили контакты с лужицкими сербами, в 1991 году «Общество круглых деревень» (Rundlingsverein) Вендланда стало сотрудничать с лужицкой организацией «Домовина» (Domowina) в Баутцене. В 1990-е гг. был образован для изучения славяно-германских отношений в Вендланде кружок «Вендланд-Лаузиц». В то же время полевые исследования в конце XX века не смогли выявить уже ни одного реликта полабского языка в речи крестьян Вендланда.

## Памятники
Язык не имел собственной письменности и литературы, но в XVII—XVIII веках в окрестностях Люхова было записано несколько текстов в немецкой транскрипции. Записи отражают разные говоры, но диалектные отличия между ними небольшие.
Памятники полабского языка:
- Небольшой словарик, составленный люховским чиновником Г. Ф. Митгоффом (нем. Georg Friedrich Mit(t)hoff) и вошедший в состав Collectanea Etymologica Лейбница. Т. Лер-Сплавинский полагает, что это часть словаря, составленного в окрестностях Данненберга;
- Французско-полабский словарь Vocabularium Venedicum (около трёх тысяч слов), составленный около 1705 года вустровским пастором Христианом Хеннигом (нем. Christian Hennig, 1649—1719) по записям речи крестьянина Яна Янишге (нем. Johann Janieschge) из деревни Кленнов (нем. Klennow). Это основной источник данных о полабском языке. Помимо прочего, в словарь вошла свадебная песня на полабском языке, которую впоследствии И. Гердер включил в сборник «Голоса народов в песнях» (1778), откуда она была взята Гёте, включившим её в состав своей музыкальной драмы «Рыбачка» (1782);
- Хроника Яна Парума Шульце (нем. Johann Parum Schultze, 1677—1740) из деревни Зютен (нем. Süthen) близ Люхова, написанная по-немецки, но снабжённая немецко-полабским словариком (около трёхсот слов). Это единственный памятник, написанный носителем полабского языка (хоть и владевшим им уже не в совершенстве). Рукопись была издана А. Ф. Гильфердингом в 1856 году, впоследствии была утрачена;
- Недошедший до нас словарь, составленный во второй половине XVII века в окрестностях Данненберга, который Р. Олеш обозначил как Ur-Dannenberger (праданненбержец). Послужил основой для трёх других словарей:
  - для так называемого копенгагенского словарика (Vocabularium et Phraseologium Vandalicum), составленного люховским пастором Йоханнесом Андреасом Ботфельдтом;
  - словарика неизвестного данненбергского пастора;
  - французско-полабского словаря, составленного Иоганном Пфеффингером в 1696 году и дошедшего до нас в составе книги Historia studii etymologici linguae Germanicae hactenus impensi Иоганна фон Экхарта (нем. Johann Georg von Eckhart).
- Данные, содержащиеся в письме Г. Ф. Митгоффа Х. Шрадеру, написанном 17 мая 1691 года;
- Словарик (около четырёхсот слов) 1710 года, составленный на основе словаря Хеннига неизвестным автором для некоего господина де Бокёр (фр. de Baucoeur). По-видимому, имелся в виду де Букёр (фр. de Boucoeur), ганноверский дипломат в Париже;
- Небольшой немецко-полабский словарик анонимного автора, вошедший в состав Collectanea Etymologica Лейбница;
- Молитва «Отче наш», приведённая С. Бухгольцем (нем. Samuel Buchholtz) в книге Versuch in der Geschichte des Herzogthums Mecklenburg. По мнению Й. Коблишке, была записана около 1740 года в деревне Зютен.

Кроме немногочисленных письменных памятников сохранились полабские названия в топонимике Германии, а также полабские заимствования в немецких говорах.

## Лингвистическая характеристика

### Фонетика и фонология
Так как полабской письменности не существовало, составители словарей пользовались более или менее последовательно средствами немецкой графики и орфографии, которые не очень подходили для передачи полабской фонетики. В связи с этим в научных работах слова полабского языка обычно записывают при помощи транскрипции.

#### Гласные
- Гласные полного образования:

- Монофтонги:

- Чистые:

| Подъём  | Передний ряд | Непередний ряд |
| ------- | ------------ | -------------- |
| Верхний | i, ü         | u              |
| Средний | e, ė         | o, ö           |
| Нижний  | a            | å              |

- Носовые: ą и ǫ

- Дифтонги: ai̯, åi̯, åṷ

- Редуцированные: ě и ă (в транскрипции Т. Лера-Сплавинского ə)

В отличие от большинства других славянских языков, в процессе падения редуцированных ъ и ь в полабском не утрачивались не только перед слогом с другим редуцированным (праслав. *mъхъ > måx), но и в начальном ударном и предударном слогах: *dъno > dånü «дно», *sъpati > såpot «спать», *tъkati > tåkat «ткать», *tьma > tåmă «тьма», *pьsi > pasaɪ̯ «псы». А. М. Селищев отмечает подобные явления в говорах болгарского, сербского, словенского и словацкого языков. В положении перед твёрдым согласным ь в полабском переходил в å (*pьsъ > ṕås «пёс»), в других положениях в a (*dьnь > dan «день») и только в некоторых случаях между мягкими согласными в i (*vьši > visi «все»). ъ обычно давал å (*vъšь > vås «вошь»), но после заднеязычных k, g, x переходил в ė (*olkъtь > lüťėt «локоть», *nogъtь > nüďėt «ноготь», *xъmelь > x́ėmil «хмель»).
В то же время в полабском образовались новые редуцированные гласные. В заударном слоге гласные *a, *ě, *ъ, *ь редуцировались в ă, а *i, *y, *u, *o, *e в ĕ.
Гласный o переходил в ö перед последующим твёрдым зубным согласным (*kosa > ťösa, *kolo > ťölü), в å после v перед последующим твёрдым согласным (*oko > våťü, *voda > våda), в ü в остальных положениях (*sobota > süböta, *noga > nüga).
Гласные i, y, u в полабском дифтонгизировались в ударном и предударном слогах: *zima > zai̯mă, *nitь > nai̯t, *byti > båi̯t, *dymъ > dåi̯m, *duša > daṷsă, *ubĕžati > ai̯bezăt, *jutrě > jaṷtră, jai̯tră.
В той же позиции a перешло в o: *žaba > zobo, *korva > korvo.
Гласный ě перед твёрдыми дентальными согласными перешёл в o со смягчением предшествующей согласной (*lěto > ľotü), перед j он перешёл в i (*sějanьje > sijonă), в остальных случаях — в e (*běliti > belĕt).

#### Согласные
- p, b, m, f, t, d, n, s, k, r, l, z, c, j, x — соответствуют русским [п], [б], [м], [ф], [т], [д], [н], [с], [к], [р], [л], [з], [ц], [й], [х]
- z — аффриката [дз]
- мягкость обозначается апострофом (’), например: t’, d’, l’, s’, z’, c’ и т. п.

Система согласных полабского языка выглядела следующим образом:
| Способ артикуляции ↓ | Губно-губные | Губно-зубные | Зубные        | Палатальные | Заднеязычные |
| Носовые              | m mʲ         |              | n nʲ          |             |              |
| Взрывные             | p pʲ b bʲ    |              | t tʲ d dʲ     |             | k ɡ          |
| Аффрикаты            |              |              | t͡s t͡sʲ d͡z d͡zʲ |             |              |
| Фрикативные          |              | (f) v vʲ     | s sʲ z zʲ     |             | x xʲ         |
| Скользящие           |              |              |               | j           |              |
| Дрожащие             |              |              | r rʲ          |             |              |
| Латеральные          |              |              | l lʲ          |             |              |

Праславянские шипящие согласные *č, *š, *ž в полабском вследствие мазурения перешли в c, s, z, которые в отличие от исконных c, s, z были всегда твёрдыми. Т. Лер-Сплавинский, основываясь на данных относительной хронологии, датировал появление мазурения в полабском языке временем не ранее, чем начало XVI века. Польский учёный полагал, что причины возникновения данного явления нужно искать в самом полабском, и его нельзя объяснить влиянием немецкого языка, в котором есть шипящие звуки č и š. А. М. Селищев датировал этот процесс XVI—XVII веками, полагал, что он осуществился не во всех полабских говорах (несмотря на преобладание в памятниках форм со свистящими встречаются примеры с шипящими), и связывал с влиянием нижнесаксонских и восточнонижненемецких говоров немецких поселенцев, в которых отсутствует š. Позднее было доказано, что в диалекте, представленном в словарике Пфеффингера, мазурение отсутствовало и для него нужно реконструировать шипящие (š, ž, č), отсутствующие в других диалектах.
Заднеязычные согласные k, g, x перед гласными переднего ряда i (< *y), ė (< *ъ) ü и ö (< *o) смягчились в ḱ, ǵ, x́. Впоследствии ḱ и ǵ перешли в ť и ď соответственно.

#### Просодия
Часть памятников вообще никак не обозначает ударения. В остальных для обозначения места ударения использовались различные значки: ´, ˆ и `, но употреблялись они порой без разбору, так что эти данные следует использовать осторожно.
Характер полабского ударения остаётся вопросом дискуссионным. Существуют три теории:
- ударение было свободным (А. Шлейхер, Т. Лер-Сплавинский, А. М. Селищев). Поскольку ударение вызывало в полабском языке редукцию гласных, Т. Лер-Сплавинский определяет его местонахождение на последнем слоге с нередуцированным гласным;
- ударение было инициальным, то есть всегда на первом слоге (Е. Курилович);
- ударение падало на последний слог, если он был долог, или на предпоследний, если последний был краток (Н. С. Трубецкой, Р. Олеш). К. Полянский критикует эту теорию за то, что в полабском языке не существовало противопоставления гласных по долготе, но гласные полного образования были противопоставлены редуцированным[62].

### Морфология
Описание словоизменения в полабском языке представлено в работах славистов только в общем виде из-за того, что объём сведений о языке является неполным, бо́льшая часть сохранившихся материалов записана в виде словарей, собрана исследователями, не бывшими носителями языка и не имевшими специальной подготовки.
Морфологии полабского языка присущи некоторые архаичные черты, в нём сохранился ряд грамматических категорий, существовавших в праславянском языке, к ним относится, например, такая категория, как двойственное число, хоть и примеров на него в памятниках немного. При этом, как и в лужицких языках, окончание родительного падежа двойственного числа существительных было вытеснено окончанием родительного множественного.

#### Имя

##### Существительное
Как и во всех славянских языках, в полабском выделяются три вида грамматического рода: мужской, женский и средний. Полабские существительные обладают категорией одушевлённости и неодушевлённости, изменяются по падежам, включающим именительный, родительный, дательный, винительный, творительный и предложный, звательный падеж в полабском был утрачен (его функцию исполнял именительный падеж). Существительные употреблялись преимущественно только в сочетании с предлогами не только в местном падеже, как и в большинстве славянских языков, но также и в творительном. В полабском языке различают два типа склонения, одно из них включает существительные мужского и среднего рода, другое — существительные женского рода, оба типа не являются однородными.
Типы склонения существительных мужского и среднего рода. Существительные мужского и среднего рода делятся на две группы: с окончанием -ă и на все остальные существительные. Отличием существительных первой группы должно быть склонение по типу женского рода, как и в других славянских языках, но утверждать это определённо сложно вследствие того, что такие существительные известны в памятниках только в форме именительного падежа единственного числа. Вторая группа существительных не является однородной, она делится на ряд подтипов. Формы двойственного числа существительных мужского и среднего рода в памятниках полабского языка не зафиксированы.
Единственное число.
- Именительный падеж. Для существительных мужского рода характерны нулевые окончания: dåzd («дождь»), med («мёд»), pǫt («путь»), dan («день») и т. п., кроме этого, сохранились формы с окончанием -ă: l̥ol̥ă («папа», «отец»), vau̯jă («дядя») и т. п. и одна форма с окончанием -åi̯: komåi̯ — «камень». В среднем роде выделяются группы существительных с окончаниями -ü (l̥otü — «лето», «год»), -i (püli — «поле»), -ĕ (gńozdĕ — «гнездо») и -ą : -ă (jai̯mą / jai̯mă — «имя»).
- Родительный падеж. Окончания существительных мужского рода -o : -ă: bügo («бога»), zai̯våtă («жизни», «живота») и т. п., -au̯ : -åi̯ : -ĕ: sned’au̯ («снега»), pelåi̯nĕ («полыни») и т. п. Окончания существительных среднего рода -o или -ă: (pöl l̥oto («полгода»), mlåkă («молока»), vai̯nă («вина») и т. п.
- Дательный падеж. Для существительных в дательном падеже и для мужского, и для среднего рода характерны окончания -au̯, -ai̯, -ĕ: büd’au̯ («богу»), kå bezońĕ («к бегу») и т. п. Первые два окончания различаются в разных диалектах, третье (редуцированное) в отличие от первых двух зависит от места ударения в слове. Т. Лер-Сплавинский и некоторые другие исследователи полабского языка интерпретировали окончания -aw, -af, -âw как окончание дательного падежа мужского рода -åvĕ (из *-ovi), авторы современных работ по полабскому языку (К. Полянский и другие) склонны видеть в этих окончаниях дифтонг -au̯.
- Винительный падеж. Одушевлённые имена существительные мужского рода имеют те же окончания, что и в родительном падеже, у неодушевлённых существительных мужского рода и у всех существительных среднего рода окончания винительного падежа совпадают с окончаниями именительного падежа. Пример употребления родительного падежа в функции винительного: bedĕ bügo («проси бога»).
- Творительный падеж. В творительном падеже характерно обобщённое окончание для существительных мужского и среднего рода -åm: prid gordåm («перед судом»), prid l̥otåm («перед годом») и т. п.
- Местный падеж. Большинство существительных местного падежа и в мужском, и в среднем роде оканчиваются на -e : -ă: vå хlăde («в тени»), vå vetră («на ветру»), vå sară («в сыре») и т. п. В местном падеже отмечается чередование заднеязычных: dek («крыша») — no decă («на крыше»), krig («война») — no kriʒe («на войне»). В существительных мужского рода с основой на мягкий согласный в местном падеже употребляется окончание -ĕ: no pǫt’ĕ («на пути»), no våtåi̯ńĕ («на заборе») и т. п. Для ряда существительных среднего рода характерно окончание -ai̯: no mărai̯ («на море»), vå pülai̯ («в поле») и т. п.

| Падеж        | Окончания в ед. числе                | Окончания в ед. числе                | Окончания в ед. числе                |
| Падеж        | Муж. род                             | Ср. род                              |                                      |
| ------------ | ------------------------------------ | ------------------------------------ | ------------------------------------ |
| Именительный | -Ø, -ă, -åi̯                          | -ü, -i : -ĕ, -ą : -ă                 |                                      |
| Родительный  | -o : -ă, -au̯ : -åi̯                   | -o : -ă                              |                                      |
| Дательный    | -au̯ : -ai̯ : -ĕ                       | -au̯ : -ai̯ : -ĕ                       | -au̯ : -ai̯ : -ĕ                       |
| Винительный  | как в именительном или в родительном | как в именительном или в родительном | как в именительном или в родительном |
| Творительный | -åm                                  | -åm                                  | -åm                                  |
| Местный      | -e : -ă, -ai̯                         | -e : -ă, -ai̯                         | -e : -ă, -ai̯                         |

Множественное число.
- Именительный и винительный падежи. Существительные в именительном падеже множественного числа характеризуются большим разнообразием окончаний: -ai̯ : -ĕ, -e, -üvĕ, -i, -åi̯ : -ĕ, -ă — lesai̯ («леса»), ṕåsĕ / pasai̯ («собаки»), nüze («ножи»), polcă («пальцы») и т. п. Из-за совпадения окончаний именительного и винительного падежей во множественном числе во многих случаях невозможно точно установить, в каком из этих падежей употребляются те или иные имена существительные в памятниках полабского языка.
- Родительный падеж. Для мужского рода характерны окончания -Ø и -üv: ai̯ dåvüх gråi̯k («у двух груш»), cai̯stĕ priz greх́üv («чистый (свободный) от грехов») и т. п., для среднего рода — только окончание -Ø.
- Дательный падеж. Существительное в дательном падеже множественного числа известно только в одном примере с окончанием -üm: gresnărüm («грешникам»).

| Падеж        | Окончания в ед. числе                | Окончания в ед. числе                | Окончания в ед. числе                |
| Падеж        | Муж. род                             | Ср. род                              |                                      |
| ------------ | ------------------------------------ | ------------------------------------ | ------------------------------------ |
| Именительный | -ai̯ : -åi̯, -ĕ, -e, -üvĕ, -i          | -a                                   |                                      |
| Родительный  | -üv : -ev, -Ø                        | -Ø                                   |                                      |
| Дательный    | -üm                                  | –                                    |                                      |
| Винительный  | как в именительном или в родительном | как в именительном или в родительном | как в именительном или в родительном |
| Творительный | -ĕ                                   | –                                    |                                      |
| Местный      | –                                    | -åх                                  |                                      |

Типы склонения существительных женского рода. Существуют три типа склонения существительных женского рода. К первому относятся существительные, имеющие в именительном падеже единственного числа окончания -o : -ă: bobo («баба»), zenă («жена», «женщина») и т. п., ко второму — с окончаниями -åi̯ : -ĕ, -ai̯: motai̯ («мать»), bant’åi̯ («скамейка») и т. п., к третьему — с нулевым окончанием: vås («вошь»), t’üst («кость»), vas («деревня») и т. п.
Единственное число.
- Именительный падеж. Существительные в именительном падеже имеют следующие окончания: -o : -ă (редуцированная гласная -ă отмечается в безударном положении), -åi̯ : -ĕ (наличие полной или редуцированной формы зависит также от места ударения в слове), -ai̯ (кроме motai̯ («мать») все слова с таким окончанием в полабском — заимствования из средненижненемецкого) и -Ø.
- Родительный падеж. Для существительных женского рода в родительном падеже характерны окончания -ai̯ : -ĕ (для существительных с окончаниями -o : -ă в именительном падеже): slåmåi̯ («соломы»), pöl t’üpĕ («пол копы», «тридцать») и т. п.; окончание -ă: ai̯ zimă («у земли»), viz viză («из дома») и т. п., примеров с гласным полного образования в окончании для этой группы существительных не сохранилось; окончание -i (для существительных с окончаниями на согласный в именительном падеже): råzi («ржи»), süli («соли») и т. п.; окончание -vĕ (сохранился единственный пример формы существительного с данным окончанием): ai̯ kokvĕ («у позорного столба»).
- Дательный падеж. В дательном падеже у существительных женского рода отмечаются окончания -e : -ă (kå stărne — «на бок», «на сторону») и -ai̯ (kå zimai̯ — «к земле»).
- Винительный падеж. В винительном падеже существительные оканчиваются на -ǫ, -ą : -ă и -Ø. Пример с окончанием -ǫ: korvǫ — «корову», с -ą: no zimą («на землю»), zo nidelă («в неделю») и т. п., с -Ø (нулевое окончание характеризует существительные с окончаниями на согласный в именительном падеже, имеющие такую же форму): t’üst («кость»), vas («деревня») и т. п.
- Творительный падеж. В творительном падеже у существительных женского рода встречается только одно окончание -ą: så lüdą («лодкой»), püd zimą («под землёй»), så pąstą («кулаком») и т. п.
- Местный падеж. Формы существительных данного падежа имеют окончания -ă: vå vidă — «в воде», и -ĕ: no storně («на стороне», «на боку»), no zimĕ («на земле»), vå vizĕ («в доме») и т. п.

Множественное число. В памятниках полабского языка сохранились формы существительных женского рода во множественном числе в именительном-винительном падеже с окончаниями: -åi̯ (sestråi̯ — «сёстры»), -e : -ă (vüce («овцы»), nidelă («недели») и т. п.), -ai̯ : -ĕ (golǫzai̯ («ветви»), t’üstai̯ / t’üstĕ («кости») и т. п.), -våi̯ (grai̯svåi̯ — «груши»).
Двойственное число.
- Именительный и винительный падежи. Формы существительных для обоих падежей имеют окончания -e: rǫce («руки»), nüʒe («ноги») и т. п.
- Родительный падеж. Окончание двойственного числа вытеснено окончанием родительного падежа множественного числа: ai̯ dåvüх grau̯k («у двух груш»).
- Дательный и творительный падежи. Окончания дательного и творительного падежей совпадают в общем окончании -omă: rǫkomă («рукам»), из существительных двойственного числа в памятниках зафиксирован только один пример в творительном падеже: så rǫkomă («руками»).

| Именительный | -o : -ă, -åi̯, -Ø, -ai̯ |
| Родительный  | -åi̯ : -ĕ, -ă, -i, -vĕ |
| Дательный    | -e : -ă, -ai̯          |
| Винительный  | -ǫ, -ą : -ă, -Ø       |
| Творительный | -ǫ, -ą : -ă           |
| Местный      | -e : -ă, -ĕ           |

| Падеж        | Окончания во мн. числе           | Окончания в дв. числе |                    |
| ------------ | -------------------------------- | --------------------- | ------------------ |
| Именительный | -åi̯: -ĕ, -ai̯ : -ĕ, -e : -ă, -våi̯ | -e                    |                    |
| Родительный  | -Ø                               | –                     |                    |
| Дательный    | -ăm                              | -omă                  |                    |
| Винительный  | как в именительном               | как в именительном    | как в именительном |
| Творительный | -omĕ                             | -omă                  |                    |
| Местный      | –                                | –                     | –                  |

##### Прилагательное
Полная форма прилагательных.
Единственное число.
- Именительный падеж. Прилагательные в мужском роде в именительном падеже характеризуются окончанием -ĕ: pröstĕ («нелепый»), xrümĕ («хромой»), vilt’ĕ («большой»), bösĕ («босой») и т. п., в женском роде отмечается окончание -ă: büză («божья»), glotkă («гладкая»), korvă («коровья»), vilkă («большая»), våtrücă («сыновья») и т. п., в среднем роде отмечаются оба окончания -ĕ и -ă: büzĕ («божье»), dübră («хорошее»), sau̯х́ă («сухое»), nod’ă («голое») и т. п. Отличие прилагательных женского рода в именительном падеже от мужского и среднего — отсутствие палатализации заднеязычных: vilt’ĕ («большой»), vilt’ă («большое»), drau̯d’ă («другое») в мужском и среднем, но vilkă («большая»), drau̯gă («другая») в женском роде.
- Родительный падеж. В мужском и среднем роде окончание -ĕg: х́au̯dĕg («плохого»), drau̯gĕg («другого»), (vit) voi̯sokĕg («от высокого»), tritĕg («третьего») и т. п.
- Дательный падеж. Для мужского и среднего рода сохранилась одна форма varxnümĕ («главному»). Для женского также имеется только один пример: (kå) büzĕ («к божьей», «божественной»).
- Винительный падеж. В винительном падеже известны формы прилагательных мужского рода с окончаниями -ĕg, -ĕ, среднего рода с окончаниями -ă : -ĕ: vilt’ă («большое»), женского рода с окончанием -ǫ: dübrǫ («хорошую»), vilkǫ («большую») и т. п.
- Местный падеж. В местном падеже сохранились только две формы женского рода с окончанием -ăj: (no) provăj («на правой») и (no) levăj («на левой»).

Множественное число.
- Именительный падеж. С определённой ясностью можно отметить только две формы множественного числа мужского рода в именительном падеже с окончанием -ĕ: vilcĕ («большие») и drau̯ʒĕ («другие»), в остальных случаях неизвестно, какая форма имеется в виду, именительного или винительного падежа с таким же окончанием -ĕ. В прилагательных среднего рода формы, общие для именительного и винительного падежей, с окончанием -ă: senenă («сенные»), gnüjenă («гнойные»), zanai̯snĕ («жатвенные») и т. п. Для женского рода сохранились четыре формы, общие для именительного и винительного падежей, с окончанием -ă: molă («малые», «узкие»), senenă («сенные»), vilt’ă («большие») и viznă («домашние»).
- Родительный падеж. В родительном падеже в полабском зафиксирована только одна форма с окончанием -ĕх: drau̯ʒĕх.
- Винительный падеж. Как и в именительном падеже мужского рода, окончание -ĕ. Множество примеров из полабских текстов (glai̯pĕ («молодые»), lesnĕ («лесные») storĕ («старые») и т. п.) не дают ясного понимания, в каком падеже употреблялись прилагательные, в именительном или в винительном. Определённо формы винительного падежа: molĕ («малые», «узкие»), vilt’ĕ («большие»), drau̯d’ĕ («другие») с палатальными согласными. В прилагательных среднего и женского рода так же, как и в именительном падеже, употребляется окончание -ă.

Двойственное число. В памятниках полабского языка зафиксирована только одна форма прилагательного двойственного числа среднего рода в именительном-винительном падеже с окончанием -ă: påu̯nă («полные»).
| Падеж        | Окончания в ед. числе | Окончания в ед. числе | Окончания в ед. числе |
| Падеж        | Муж. род              | Ср. род               | Жен. род              |
| ------------ | --------------------- | --------------------- | --------------------- |
| Именительный | -ĕ                    | -ă : -ĕ               | -ă                    |
| Родительный  | -ĕg                   | -ĕg                   | –                     |
| Дательный    | -ümĕ                  | -ümĕ                  | -ĕ                    |
| Винительный  | -ĕg, -ĕ               | -ă : -ĕ               | -ǫ                    |
| Местный      | –                     | –                     | -ăj                   |

| Падеж        | Окончания во мн. числе | Окончания во мн. числе | Окончания во мн. числе |
| Падеж        | Муж. род               | Ср. род                | Жен. род               |
| ------------ | ---------------------- | ---------------------- | ---------------------- |
| Именительный | -ĕ                     | -ă                     | -ă                     |
| Родительный  | -ĕх                    | -ĕх                    | -ĕх                    |
| Дательный    | –                      | –                      | –                      |
| Винительный  | -ĕ, -ĕх                | -ă                     | –                      |
| Местный      | –                      | –                      | –                      |

Краткая форма прилагательных. Образуется от основ полных прилагательных с помощью прибавления родовых окончаний в единственном числе, согласуется с существительным, к которому относится, в падеже.

Формы кратких прилагательных в именительном падеже единственного числа:
| Род     | Окончание | Примеры кратких прилагательных                                                                                 |
| ------- | --------- | --- |
| Мужской | -Ø        | cai̯st («чист»), stor («стар»), krosan («хорош», «красив»), dolĕk («далёк»), sarĕk («широк»), glǫbĕk («глубок») |
| Женский | -o        | nüvo («нова»), storo («стара»)                                                                                 |
| Средний | -ü        | cai̯stü («чисто»), l’ått’ü («лёгко»), nai̯st’ü («низко»), mükrü («мокро»), teplü («тёпло»), sau̯х́ü («сухо»)       |

В полабских памятниках сохранилось небольшое число форм кратких прилагательных. Среди сохранившихся форм мужского и среднего рода известны формы творительного падежа (tai̯xåm, от «тих», «тихо» в именительном падеже) и местного падежа с окончанием -e (cai̯ste, от «чист», «чисто» в именительном падеже; dübre, от «хорош», «хорошо»).
Образование степеней сравнения прилагательных. Сравнительная степень образуется, как и в других славянских языках, при помощи трёх суффиксов, ведущих происхождение от праслав. *-jь-, *-jьšь-, *-ĕjšь-, превосходная степень образуется добавлением к сравнительной степени прилагательного префикса -na:
- navoi̯sĕ («наивысший») — *-jь-;
- lepsĕ («лучше») — *-jьšь-;
- zai̯mnésǎ («холодней»), tjordesă («трудней»), nastăresĕ («старейший»), namănesă («наименьшая») — *-ĕjšь-.

Степени сравнения есть также и у наречий, мотивированных качественными прилагательными, с суффиксами из *-ĕj(e)-: dolej, nadolăj («дальше»), manăj («меньше»), namanăj («наименее») и т. п.

#### Числительное
Числительные в основном были унаследованы из праславянского. Почти все порядковые числительные первого десятка были засвидетельствованы в памятниках. Сохранились и некоторые собирательные числительные в значении количественных.
|    | Количественные                                      | Порядковые           | Собирательные       |
| -- | --------------------------------------------------- | -------------------- | ------------------- |
| 1  | jadån «один», *janĕ «одна», janü «одно»             | pară «первое»        |                     |
| 2  | dåvo, dåvoi̯ «два», dåve «две»                       | törĕ «второй»        |                     |
| 3  | tåri, tåroi̯ «три»                                   | tritĕ «третий»       |                     |
| 4  | citĕr «четыре»                                      | citjortĕ «четвёртый» | citvărü «четверо»   |
| 5  | pąt «пять»                                          | ṕǫtĕ «пятый»         | pątărü «пятеро»     |
| 6  | sist «шесть»                                        | sistĕ «шестой»       | sistărü «шестеро»   |
| 7  | sidĕm «семь»                                        |                      | sidmărü «семеро»    |
| 8  | visĕm «восемь»                                      | våsmĕ «восьмой»      | vismărü «восьмеро»  |
| 9  | divąt «девять»                                      | div́ǫtĕ «девятый»     | divątărü «девятеро» |
| 10 | disąt «десять»                                      | diśǫtĕ «десятый»     | disątărü «десятеро» |
| 11 | jadånădist / janădist / janünăctü «одиннадцать»     |                      |                     |
| 12 | dvenăcti / dvenăcte, dvenădist «двенадцать»         |                      |                     |
| 13 | trai̯nocte / trai̯nădist «тринадцать»                 |                      |                     |
| 14 | citĕrnocti / citĕrnocte, citĕrnădist «четырнадцать» |                      |                     |
| 15 | pątnocti, pątnădist «пятнадцать»                    |                      |                     |
| 16 | sistnocti, sistnădist «шестнадцать»                 |                      |                     |
| 17 | sidĕmnocti, sidĕmnădist «семнадцать»                |                      |                     |
| 18 | visĕmnocti, visĕmnădist «восемнадцать»              |                      |                     |
| 19 | divątnocti, divątnădist «девятнадцать»              |                      |                     |
| 20 | disątnocti «двадцать»                               |                      |                     |
| 40 | citĕrdiśǫt «сорок»                                  |                      |                     |
| 50 | pą(t)diśǫt «пятьдесят»                              |                      |                     |
| 60 | sis(t)diśǫt «шестьдесят»                            |                      |                     |
| 70 | sidĕmdiśǫt «семьдесят»                              |                      |                     |
| 80 | visĕmdiśǫt «восемьдесят»                            |                      |                     |
| 90 | divątdiśǫt «девяносто»                              |                      |                     |

Элементы числительных 11—19 -cte / -cti и -dist восходят к праслав. *desęte (предложный падеж от desętь «десять»). Двойное развитие этого элемента вызвано различным местом ударения в нём, что мотивировано полабскими процессами смещения ударения.
Для «тридцати» зафиксировано только описательное название pöl ťüpĕ, то есть «пол копы», а для шестидесяти соответственно — ťüpă «копа». Названия остальных десятков таковы:
Исконное обозначение ста (праслав. *sъto) не сохранилось, вместо него использовалось disą(t)diśǫt, то есть «десять десятков», или pąt stíďə, где слово stíďə является заимствованием из средненемецкого stige «двадцать, два десятка». Остальные названия сотен не дошли до нас. Вместо исконного обозначения тысячи также применялось новообразование disąt pątstiďə.

#### Местоимение
Личные и возвратное местоимения:
| Ед.ч.  | 1 л.               | 1 л.    | 2 л.               | 2 л.  | возвр. | 3 л. (м.)     | 3 л. (ж.) |
| ------ | ------------------ | ------- | ------------------ | ----- | ------ | ------------- | --------- |
| Ед.ч.  | полн.              | энкл.   | полн.              | энкл. |        |               |           |
| Им.п.  | joz, jo            |         | toi̯, tåi̯           |       |        | vån           | vånǎ      |
| Род.п. | mině, mane, maně   |         | tibĕ, tibe         |       | sibĕ   | jig, jĕg      |           |
| Дат.п. | mině, maně, mane   | -mə, -m | tíbĕ, tibé, tĕ     |       | sĕbe   | jim, mĕ       |           |
| Вин.п. | mině, mane, mą, mě |         | tíbĕ, tĕbé, tą, tĕ |       |        | jig, jĕg, nĕg |           |
| Тв.п.  | manǫ               |         | tǎbǫ               |       |        | nĕm           |           |

| Мн.ч.  | 1 л.     | 2 л.  | 3 л. (м.) |
| ------ | -------- | ----- | --------- |
| Им.п.  | moi̯      | vinái̯ | jai̯       |
| Род.п. | nos, năs |       |           |
| Дат.п. | nom, năm | vom   | jai̯m      |
| Вин.п. | nos, năs |       |           |
| Тв.п.  | nómĕ     | vomĕ  |           |

Местоимение jai̯ «вы» было заимствовано в полабский из средненижненемецкого jī.
Указательных местоимений в полабском было два: sǫ «этот», so «эта», sü «это» и tǫ «тот», to «та», tü «то».
Сохранившиеся притяжательные местоимения звучали следующим образом: müj «мой», müjă «моя», müji «моё»; tüj «твой», tüjă «твоя», tüji «твоё»; süji «своё»; nos «наш»; vosă «ваша».
Вопросительные местоимения: kåtü «кто», cü «что», koťĕ «какой».
Определительные местоимения: vis «весь», visoťă «всякое», kozdümĕ «каждому».
Отрицательные местоимения nĕkătü «никто», nic «ничто», nijadån «ни один, никакой», niťidĕ «нигде» образовывались при помощи префикса nĕ-/ni-, который фонетически не может продолжать праславянское *ni- (потому что оно должно было перейти в nai-). К. Полянский считал, что nai- было вытеснено ni- под влиянием отрицательной частицы ni «не».

#### Глагол
Как и в случае с другими частями речи в полабском языке, информация о глаголе представлена в неполном объёме. Поэтому парадигмы глагольных форм невозможно привести полностью за редким исключением (спряжение глаголов настоящего времени). В целом для глагола можно отметить такую архаичную черту, как сохранение всех трёх форм прошедшего времени, а также влияние немецкого языка на образование некоторых форм перфекта и страдательного залога.
Вид. Наличие оппозиции глаголов совершенного и несовершенного вида, выражаемой разным строением глагольной основы: zarăt («смотреть, видеть») и vizrăt («посмотреть, увидеть»); dvai̯zĕ («двигать») и dvai̯gnǫt («двинуть»); våzdet-să («одеться») и våzdevot-să («одеваться»).
Время. В полабском языке выделяются следующие временные категории: настоящее время, будущее время и три формы прошедшего времени: имперфект, аорист, а также перфект I и перфект II (у Т. Лер-Сплавинского перфект I и перфект II обозначаются терминами praeteritum I и praeteritum II).
- Настоящее время. Ударение в глаголах настоящего времени всегда падает на предпоследний слог за исключением глаголов с энклитиками, у которых ударение переходит на последний слог. Такой тип ударения объясняет наличие в полабском спряжений на -ĕ- : -i- (из *-e-) и на -o- : -ă- (из *-a(je)-), чередование в глаголах этих спряжений гласных полного образования и редуцированных зависит как от наличия или отсутствия энклитик, так и от наличия после гласного согласных или целых слогов. Различия в типах спряжений касаются только форм 1-го лица единственного числа:

| Лицо     | I (-ĕ- : -i-) | I (-ĕ- : -i-) | I (-ĕ- : -i-) |
| Лицо     | ед. число     | мн. число     | дв. число     |
| -------- | ------------- | ------------- | ------------- |
| 1-е лицо | -ą            | -mĕ           | –             |
| 2-е лицо | -s            | -tĕ           | –             |
| 3-е лицо | -Ø            | -ą            | -tă : -to     |

| Лицо     | II (-o- : -ă-) | II (-o- : -ă-) | II (-o- : -ă-) |
| Лицо     | ед. число      | мн. число      | дв. число      |
| -------- | -------------- | -------------- | -------------- |
| 1-е лицо | -m             | -mĕ            | –              |
| 2-е лицо | -s             | -tĕ            | –              |
| 3-е лицо | -Ø             | -ą             | -tă : -to      |

Примеры глаголов настоящего времени. I (-ĕ- : -i-): 1-е лицо — ai̯dą («иду»), vitĕdojimĕ («отдаём»); 2-е лицо — cajĕs («чувствуешь»), citĕ («хотите»); 3-е лицо — ai̯dĕ («идёт»), bijăto-să («(они оба) бьются»). II (-o- : -ă-): 1-е лицо — neхăm («оставляю»), momĕ («имеем»); 2-е лицо — mos («имеешь»); 3-е лицо — mo («имеет»), motă («(вы оба) имеете»).
- Будущее время. Формы глаголов будущего времени образуются добавлением к инфинитиву основного глагола формы настоящего времени вспомогательного глагола cą («хочу»): ci sneg ai̯t («пойдёт снег»), vån ci-să sḿot («он будет смеяться») и т. п. По мнению Т. Лер-Сплавинского, А. Е. Супруна и некоторых других исследователей полабского, формы будущего времени могли образовываться также со вспомогательным глаголом met («иметь»): joz mom sijot («я буду шить»), К. Полянский считал глагол met в данных случаях модальным глаголом — «я должен шить».
- Имперфект и аорист. Употребление имперфекта и аориста в памятниках полабского языка представлено немногочисленными примерами: sådĕ («пошёл»), våzą («взял»), påci («упал») — аорист; joz teх («я хотел»), mes («имел», «имела», «имело»), ni-băs («не был») — имперфект.
- Перфект. Формы перфекта I образуются сложением формы причастия прошедшего времени на *-lъ от основного глагола и формы настоящего времени глагола «быть»: ją plokol («плакал»), ją våi̯ai̯dål («вышел»). Таких сложных перфектных форм сохранилось не так много, их вытесняли формы, образованные сочетанием причастных форм с соответствующими им личными местоимениями: joz plokol («я плакал»), joz sijol («я сел»), vån jedål («он ел») и т. п. Перфект II сформировался, вероятно, под влиянием перфекта немецкого языка (образованного при помощи глаголов haben («иметь») или sein («быть»): ich habe geschrieben (с нем. я написал)), в полабском форма второго перфекта образуется также сочетанием вспомогательных глаголов met («иметь») и båi̯t («быть») и причастия страдательного залога: vån mo nodenă («он нашёл»), ją våpodenă («упал»), ją ai̯ḿartĕ («умер») и т. п.

Наклонение. В памятниках полабского языка зафиксированы формы изъявительного и повелительного наклонений. Вероятно присущая полабскому форма сослагательного наклонения не встречается ни в одном из сохранившихся текстов. Примеры глаголов в форме повелительного наклонения (с окончаниями -ai̯ перед энклитиками): ai̯plot («заплати»), püd («иди»), ricai̯-mĕ («скажи ему»), jimai̯ jĕg («поймай его»), ai̯plotai̯-mĕ («заплати мне») и т. п.
Залог. Форма страдательного залога образуется в основном с помощью вспомогательного глагола vardot, заимствованного из немецкого языка (werden (с нем. стать, становиться, делаться)): kǫsonĕ vardol («укушен»), vårdă zazonă («зажжён») и т. п. Имеющиеся несколько примеров из памятников форм, образованных сочетанием страдательного причастия с глаголом båi̯t («быть»), возможно, также являлись формами страдательного залога. Также формы страдательного залога образуются при помощи возвратных глаголов с частицей să, стоящих в пассивной конструкции: vinai̯ biją-să («они бьются»), ci-să kǫpăt («хочется купаться») и т. п.
Нефинитная форма глагола. В полабском языке отмечаются такие нефинитные формы, как инфинитив, действительное причастие настоящего времени, страдательное причастие и герундий. Т. Лер-Сплавинский на основании различия большинства инфинитивных форм с ударением на предпоследнем слоге и нескольких форм с ударением на последнем слоге не исключал возможности того, что в полабском мог употребляться супин.
- Инфинитив. Для инфинитива в полабском языке отмечается только одно окончание — -t: voi̯vist («вывести»), vist («везти»), post («пасти»), rüst («расти»), pürgribst («погрести», «похоронить»), sect («косить», «колоть», «резать»), rict («сказать»), mlåt («молоть»), nopücąt («начать»), pai̯t («пить»), ai̯t («идти»), boi̯t («быть»), våzbĕt («прибить», «приколотить»), pükrĕt («покрыть», «устлать»), såkrĕt («скрыть», «утаить»), sådăt («сделать»), znot («знать»), tągnǫ̇t («тащить», «тянуть», «перемещать»), dvai̯gnǫ̇t («двинуть»), krojot («резать», «вырезать»), råi̯văt («вырвать»), zavăt («жевать»), skokăt («прыгать»), plokăt («плакать»), våbĕt («забить»), mesăt («мешать»), düzai̯dăt («ожидать», «дожидаться»), püslau̯săt («послушать»), såpăt («спать»), slåi̯sot («слышать»), stot («стоять»), snüvăt («сновать», «прясть»), gramăt («греметь», «рокотать»), vartăt («вертеть», «вращать»), lümĕt («ломать», «разламывать»), nüsĕt («носить»), pülüzĕt («положить»), rǫ̇bĕt («обшивать», «обрамлять»), jézdĕt («ехать»), v́ǫ̇zăt («связывать»), vau̯cĕt («учить», «обучать»), х́üdĕt («ходить»), drau̯zĕt («помогать»), svorĕt («распекать, ругать») и т. п.[98]
- Действительное причастие. Формы действительного причастия в полабском языке образуются при помощи суффикса -ąc-: kǫ̇săjącĕ («кусающий»), l’otojącă («летающая»), düjącĕ («доящий»), sedącĕ («сидящий»), t’ai̯pącĕ («кипящий»), såpącĕ («спящий») и т. п.[99]
- Страдательное причастие. Страдательные причастия образуются от глагольной основы с помощью одного из трёх суффиксов — -tĕ (-tă), -nĕ (-nă), -enĕ (-enă)[100]: nopücǫ̇tă («начатое»), ai̯ḿortĕ («умерщвлённый», «убитый»), nolai̯tă («налитое»), zazonă («сожжённая», «сожжённое»); våzl’onă («политое»), kǫ̇senĕ («укушенный»), såzd’onă («разобранная», «разрушенная», «разобранное», «разрушенное»); ai̯səcenă («скошенная», «срезанная»), plitenĕ («огороженный»), marzenă («замороженная», «замороженное»), rüzdălenă («разделённая», «разделённое») и т. п.
- Герундий. Герундий, или отглагольное существительное, в полабском образуется на основе страдательного причастия с помощью окончания -ĕ, -ă (из *-ьje), вследствие редукции гласного в окончании в безударной позиции не всегда в полабских памятниках можно различить отглагольное существительное и страдательное причастие. Чаще всего в текстах герундий выступает в форме именительного падежа единственного числа, но также встречаются формы в других падежах, в частности в дательном: strai̯zinĕ (от глагола «стричь»), zomăcenă («замачивание», от глагола «замачивать»), vecenĕ (от глагола «кричать»), (kå) voi̯gărnińĕ («к прекращению», от глагола «прекращать») и т. п.[101]

### Синтаксис
Порядок слов в полабском, по-видимому, был таким же, как и в остальных славянских языках, то есть свободный.

### Лексика
Из-за скудости материала памятников до нас дошло около двух тысяч восьмисот слов полабского языка. По подсчётам Т. Лера-Сплавинского, почти 80 % всей полабской лексики точно соответствует польской по структуре и значению (если не учитывать заимствования из немецкого). В полабской лексике много немецких заимствований (более шестисот), например, snider < нем. Schneider «портной», omar < нем. Hammer «молот».

## История изучения
Первой попыткой издать дошедший до нас полабский языковой материал является работа
И. Г. Юглера, врача из Люненбурга, подготовленная к печати, но так и не изданная. Работа называется Полный люнебуржско-вендский словарь, составленный из трёх неопубликованных рукописей и до нынешнего времени малоизвестных собраний Иоганна Генриха Юглера, доктора медицинских наук, Кур-Ганноверского ландфизика в Люнебурге, члена Академии прикладных наук в Эрфурте, корреспондента Научного сообщества в Гёттингене и почётного члена Естественно-исторического общества в Ганновере. 1809. (нем. Vollständiges Lüneburgisch-Wendisches Wörterbuch aus drey ungedruckten Handschriften un den wenigen bisher bekannten Sammlungen zusammengetragen von Johann Heinrich Jugler d. Arzneiwissenschaft Doctor Chur-Hanöverschen Landphysicus in Lüneburg, der Akademie nützlicher Wissenschaften in Erfurt Mitgliede, der Societät der Wissenschaften in Göttingen Correspondenten, und der Naturhistorischen Gesellschaft in Hannover Ehrenmitgliede. 1809.) Помимо словаря работа содержит большое вступление, в котором автор изложил всё, что знал о славянском населении Данненберга, Люхова и Вустрова.
Позднее словарики полабского языка составляли Ф. Челаковский и И. И. Срезневский, но они, как и словарь Юглера, изданы не были.
В 1856 году была издана работа А. Гильфердинга «Памятники языка залабских древлян и глинян», содержащая полабские тексты, а также лингвистические наблюдения автора, которые, впрочем, Т. Лер-Сплавинский оценивает невысоко.
Основы полабистики как науки были заложены трудом А. Шлейхера Laut- und Formenlehre der polabischen Sprache, напечатанным в 1871 году уже после смерти автора (к печати был подготовлен А. Лескиным). Материал для своей работы Шлейхер черпал у Юглера. Р. Олеш называет книгу эпохальной и гениальной.
В 1907 году П. Рост опубликовал практически полное собрание памятников полабского языка Spracherste der Drewäno-Polaben im Hannöverschen.
В 1929 году появились обобщающие Gramatyka połabska Т. Лера-Сплавинского и Polabische Studien Н. С. Трубецкого.
После Второй мировой войны Р. Олеш опубликовал все сохранившиеся памятники полабского языка в трёх томах (1959, 1962, 1967), снабдив их пояснениями и интерпретациями. Этот же учёный позднее опубликовал четырёхтомный Thesaurus linguae polabicae, содержащий в алфавитном порядке все сохранившиеся слова полабского языка с указанием источника и всех вариантов записи.
Уже в двадцатые—тридцатые годы XX века Т. Лер-Сплавинский начал работать над составлением этимологического словаря полабского языка. Однако работа была доведена до конца уже учеником Лера-Сплавинского К. Полянским (шеститомный Słownik etymologiczny języka Drzewian połabskich был издан с 1962 по 1994 годы).

## Примеры текстов
«Отче наш» в оригинальной записи из словаря Хеннига:
Nôße Wader, ta toy giß wa Nebisgáy, Sjungta woarda tügí Geima, tia Rîk komma, tia Willia ſchinyôt, kok wa Nebisgáy, tôk kak no Sime, Nôßi wißedanneisna Stgeiba doy nâm dâns, un wittedoy nâm nôße Ggrêch, kak moy wittedoyime nôßem Grêsmarim, Ni bringoy nôs ka Warſikónye, tay löſoáy nôs wit wißókak Chaudak. Amen.
«Свадебная песня» или «Песня невесты» из словаря Хеннига:
| В оригинальной записи | В транскрипции | Перевод |
| --- | --- | --- |
| Katy mês Nînka bayt? Teelka mês Nînka bayt. Telka ritzi woapak ka neimo ka dwemo: Jos gis wiltya grisna Sena; Nemik Nînka bayt Jos nemik Nînka bayt. Katy mês Santik bayt? Stresik mês Santik beyt. Stresik ritzi wapak ka neime ka dwemo: Gos giss wiltge mole Tgaarl; Nemik Santik bayt Gos nemik Santik bayt. Katy mês Trelbnik bayt? Wôrno mês Treibnik bayt. Wôrno ritzi wapak ka neime ka dwemo: Gos giss wiltge tzorne Tgaarl; Nemik Trelbnik bayt Gos nemik Trelbnik bayt. Katy mês Tjauchor bayt? Wauzka mês Tjauchor bayt. Wauzka ritzi wapak ka neime ka dwemo: Gos giss wiltge glupzit Tgaarl; Nemik Tjauchor bayt Gos nemik Tjauchor bayt. Katy mês Czenkir bayt? Sogangs mês Czenkir bayt. Sogangs ritzi wapak ka neime ka dwemo: Gos giss wiltge dralle Tgaarl; Nemik Czenkir bayt Gos nemik Czenkir bayt. Katy mês Spielmann bayt? Butgan mês Spielmann bayt. Butgan ritzi wapak ka neime ka dwemo: Gos giss wiltge dauge Raath; Nemik Spielmann bayt Gos nemik Spielmann bayt. Katy mês Teisko bayt? Leiska mês Teisko bayt. Leiska ritzi wapak ka neime ka dwemo: Ris plast neitmo mia wapeis; Bungde woessa Teisko | Kåtü mes ninkă båit? Ťelka mes ninkă båit. Ťelka rici våpăk kå naimo kå dvemo: Joz jis vilťĕ grüznă zenă; Nemüg ninkă båit Joz nemüg ninkă båit. Kåtü mes zątĕk båit? Strezik mes zątĕk båit. Strezik rici våpăk kå naimo kå dvemo: Joz jis wilťĕ molĕ ťarl; Nemüg zątĕk båit Joz nemüg zątĕk båit. Kåtü mes traibnik båit? Vorno mes traibnik båit. Vorno rici våpăk kå naimo kå dvemo: Joz jis vilťĕ cornĕ ťarl; Nemüg traibnik båit Joz nemüg traibnik båit. Kåtü mes ťauxor båit? Vauzka mes ťauxor båit. Vauzka rici våpăk kå naimo kå dvemo: Joz jis vilťĕ glupcit ťarl; Nemüg ťauxor båit Joz nemüg ťauxor båit. Kåtü mes šenkir båit? Zojąc mes šenkir båit. Zojąc rici våpăk kå naimo kå dvemo: Joz jis vilťĕ drale ťarl; Nemüg senkir båit Joz nemüg senkir båit. Kåtü mes spelmann båit? Büťan mes spelmann båit. Büťan rici våpăk kå naimo kå dvemo: Joz jis vilťe dauďe råt; Nemüg spelman båit Joz nemüg spelman båit. Kåtü mes taisko båit? Laiska mes taisko båit. Laiska rici våpăk kå naimo kå dvemo: Rüzplåstaitĕ müj våpais; Będe vosa taisko Będe vosa taisko. | Кто должен был быть невестой? Сова должна была быть невестой. Сова говорила на это им двум: Я очень скверная жена, Не могу быть невестой, Я не могу быть невестой. Кто должен был быть женихом? Крапивник должен был быть женихом. Крапивник говорил на это им двум: Я очень маленький парень, Не могу быть женихом, Я не могу быть женихом. Кто должен был быть дружкой? Ворон должен был быть дружкой. Ворон говорил на это им двум: Я очень чёрный парень, Не могу быть дружкой, Я не могу быть дружкой. Кто должен был быть поваром? Волк должен был быть поваром. Волк говорил на это им двум: Я очень злой парень, Не могу быть поваром, Я не могу быть поваром. Кто должен был быть шинкарём? Заяц должен был быть шинкарём. Заяц говорил на это им двум: Я очень быстрый парень, Не могу быть шинкарём, Я не могу быть шинкарём. Кто должен был быть музыкантом? Аист должен был быть музыкантом. Аист говорил на это им двум: У меня очень длинный клюв, Не могу быть музыкантом, Я не могу быть музыкантом. Кто должен был быть столом? Лиса должна была быть столом. Лиса говорила на это им двум: Расстелите мой хвост, Будет вашим столом, Будет вашим столом. |